# Јасеновчани
Јасеновчани су насељено место у општини Суња, Сисачко-мославачка жупанија, Хрватска.

## Историја
До нове територијалне организације били су у саставу бивше велике општине Сисак. Јасеновчани су се од 1991. до августа 1995. године налазили у Републици Српској Крајини.

## Становништво
| Националност       | 1991.        |
| Срби               | 115 (87,12%) |
| Хрвати             | 0            |
| Југословени        | 4 (3,03%)    |
| остали и непознато | 13 (9,84%)   |
| Укупно             | 132          |